# Valdeorras
Valdeorras és una comarca de Galícia situada al nord-est de la província d'Ourense. Limita amb la comarca de Quiroga al nord, amb la Terra de Trives a l'oest, amb la comarca de Viana al sud, i amb Sanabria i la Maragatería (província de Zamora), i el Bierzo a l'est.

## Economia
L'economia està basada principalment en l'agricultura (especialment vinyes: la varietat de raïm esperó de gall és conreada ací, dins la Denominació d'Origen Valdeorras), la ramaderia, l'explotació de pedreres de pissarra i la indústria química.

## Municipis (Concellos)
| Municipi (Concello)      | Població (2009) | Superfície (km²) | Densitat (hab/km²) |
| ------------------------ | --------------- | ---------------- | ------------------ |
| Barco de Valdeorras, O   | 14.213          | 85,7             | 165,9              |
| Bolo, O                  | 1.139           | 91,2             | 12,5               |
| Carballeda de Valdeorras | 1.870           | 222,7            | 8,4                |
| Larouco                  | 581             | 23,7             | 24,5               |
| Petín                    | 1.030           | 30,5             | 33,8               |
| Rúa, A                   | 4.816           | 35,9             | 134,1              |
| Rubiá                    | 1.585           | 100,7            | 15,7               |
| Veiga, A                 | 1.106           | 290,5            | 3,8                |
| Vilamartín de Valdeorras | 2.164           | 88,3             | 24,5               |
| Valdeorras               | 28.504          | 969,1            | 29,4               |

## Evolució demogràfica
| Any      | 1857   | 1860   | 1877   | 1887   | 1900   | 1910   | 1920   | 1930   |
| -------- | ------ | ------ | ------ | ------ | ------ | ------ | ------ | ------ |
| Població | 34.342 | 33.869 | 36.205 | 39.066 | 35.721 | 36.091 | 36.963 | 38.306 |

| Any      | 1940   | 1950   | 1960   | 1970   | 1981   | 1991   | 2000   | 2009   |
| -------- | ------ | ------ | ------ | ------ | ------ | ------ | ------ | ------ |
| Població | 40.612 | 40.367 | 38.855 | 35.602 | 31.810 | 27.913 | 29.052 | 28.504 |

Font: INE

## Història
La història de la vall de Valdeorras ha estat molt influïda per la presència romana. No obstant això, existeixen nombroses proves de la presència anterior a l'arribada dels romans. Han aparegut restes de soterraments rupestres (mámoas) i també hi ha nombrosos topònims d'origen preromà. Les primeres cites històriques de la vall de Valdeorras apareixen en clàssics com Plini que parla dels Gigurri. Tradicionalment s'ha considerat que aquestes tribus asturs (Gigurros, i Calubrigensis) com els antics pobladors de Valdeorras.
L'arribada dels romans va canviar substancialment la vall. El principal element romanizador va ser la construcció de la Via XVIII de la qual queden com mostra diversos ponts en l'actualitat. Després dels romans, que buscaven l'or que havia en el riu Sil, van arribar els suevos i els visigots i posteriorment, el Regne de Lleó, la repoblació, el cristianisme i la influència dels ordes monàstics. En 1624 s'engega el Monestir das Ermitas, que en l'actualitat s'ha convertit en el més important lloc de culte de la comarca.
Durant la Guerra d'Independència, la vall de Valdeorras va assistir a diverses escaramusses entre les tropes franceses d'una banda i l'exèrcit anglès juntament amb les tropes espanyoles i els guerrillers locals. Finalment, durant bona part del segle XX l'esdeveniment més notable va ser la constant emigració primer a Cuba i Amèrica del Sud (Argentina, Uruguai...) i posteriorment a Alemanya, França i Suïssa principalment.